# フィリップ・メランヒトン

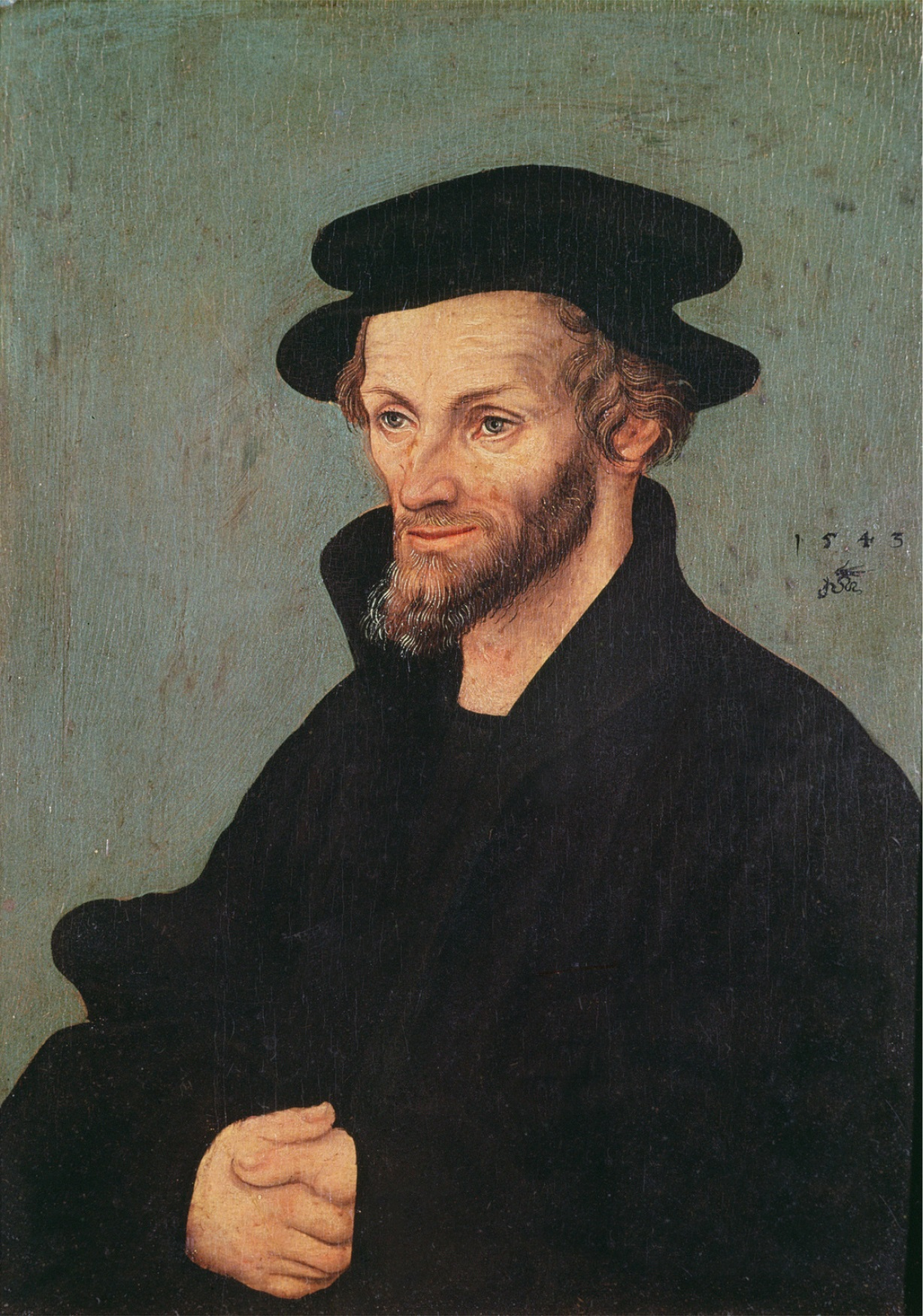
ルーカス・クラナッハによるフィリップの肖像画。油彩

フィリップ・メランヒトン（Philipp Melanchthon, 出生名:Philipp Schwartzerd, 1497年2月15日 – 1560年4月19日）は、ドイツの人文主義者、キリスト教神学者。ルター派。
ルターの宗教改革において、ルターの思想の体系化に尽力。プロテスタント正統の基礎を築いたという面でカルヴァンと並び称される。

## 略歴
本名の姓"Schwartzerd"（シュヴァルツェルト）はドイツ語で「黒い土」を意味するものであるが、「メランヒトン」もギリシア語で「黒い土」を意味するものである。このようにギリシア語名を自称したことにも、フィリップ・メランヒトンがギリシア文化を重視する人文主義者として育ったことが示されている。
1517年に若くしてヴィッテンベルク大学のギリシア語教授になる。
1518年、ルターに共鳴して宗教改革に参加。非体系的・直感的なルターに対し、メランヒトンは体系的・知性的であり、ルターの思想を体系化していく役割を担った。また人文主義に基づく中等学校、古典的なコレギウムを開き、ルター派の中等教育・高等教育に貢献した。
1521年『ロキ・コンムネス』（神学総覧、単に『ロキ』とも。表題表記例は多数あるが"Loci communes theologici"などがある）を執筆する。『ロキ』では神学的議論のみならず倫理的な論点が含まれており、信仰によって義とされる説が強調されている。
1530年に福音主義教会の最初の信仰告白『アウクスブルク信仰告白』を執筆する。これにはローマとの対立を出来るだけ緩和しようという意図もあり、教皇権、煉獄といった問題には触れられていない。しかしカトリック教会はこれに反撃して"Confessio pontificia"を出したため、メランヒトンは『アウクスブルク信仰告白の弁証』を書いて再反論を行った。『アウクスブルク信仰告白』と『アウクスブルク信仰告白の弁証』は、ルター派の信仰告白となった。
しかし次第に、ルターとの思想的相違が顕在化してくる。ルターは宣義と聖化を動的に結合させて理解したが、メランヒトンは両者をはっきり区別し、宣義を罪の赦しと同一視する傾向があった。さらに後年には、メランヒトンは自由意志をある程度容認するようになり、聖餐論ではカルヴァンに接近した。『ロキ』の第2版、アウクスブルク信仰告白の改訂版にもそれが表れている。
このことから、ルター派内部に神学論争が起きることになった。メランヒトンに同調する人々は「フィリップ派」と呼ばれる。
メランヒトンが「人は神の恩寵に対して自ら応え得る」とした主張は神人協力説と位置づけられ、メランヒトンの説が元になって起きた自由意志を巡る論争は神人協力説論争と呼ばれる。この論点において、メランヒトンの主張はエラスムスと同様のものであるとされることがある。

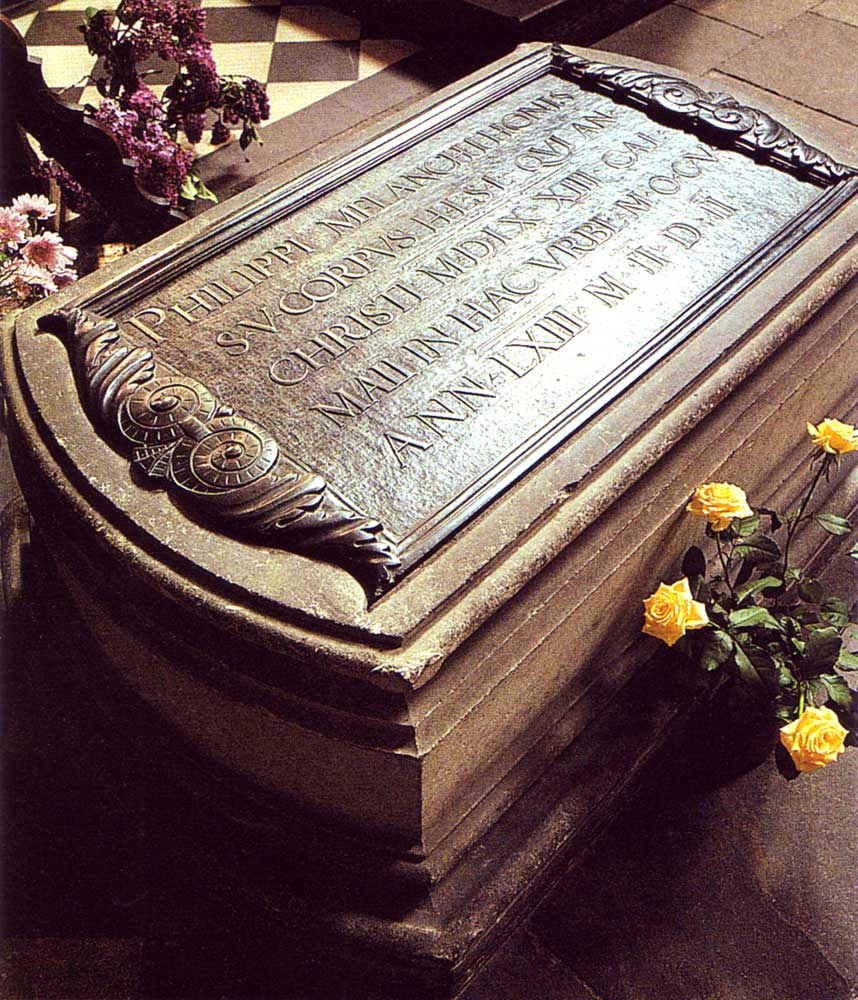
メランヒトンの墓。ヴィッテンベルクの諸聖人教会（All Saints' Church, Wittenberg）。

1560年4月に召天。墓はヴィッテンベルクの諸聖人教会（All Saints' Church, Wittenberg）内、マルティン・ルターの隣にある。